# Kościół św. Jana Chrzciciela w Panigrodzu
Kościół świętego Jana Chrzciciela – rzymskokatolicki kościół parafialny należący do parafii pod tym samym wezwaniem (dekanat Kcynia diecezji bydgoskiej).
Jest to trzynawowa świątynia wybudowana w 1830 roku, następnie została rozbudowana w 1913 roku. We wnętrzu znajduje się polichromia wykonana przez Władysława Drapiewskiego w 1948 roku oraz ołtarz w stylu neorenesansowym z 1870 roku.
Kościół został wzniesiony z cegły. Konsekrowany został w 1913 roku przez księdza kardynała Edmunda Dalbora. Budowla posiada ołtarze boczne - pod wezwaniem Matki Bożej oraz św. Józefa, oraz drewniany krucyfiks i lichtarz.